# Peter Müller (Politiker, 1916)
Peter Müller (* 9. Juni 1916 in Düsseldorf; † 8. Oktober 2005 ebenda) war ein deutscher Lokalpolitiker der CDU in Düsseldorf und von 1961 bis 1964 ehrenamtlicher Oberbürgermeister der nordrhein-westfälischen Landeshauptstadt.

## Leben
Müller war ab 1946 Mitglied der CDU und von 1948 bis 1969 Mitglied des Düsseldorfer Stadtrats. Nach dem plötzlichen Ableben von Fritz Vomfelde 1961 wurde er überraschenderweise von der CDU zu dessen Nachfolger im Amt des Oberbürgermeisters gekürt. Nachdem er die Kommunalwahlen verloren hatte, besetzte er von 1964 bis 1968 als Vertreter der zweitstärksten Ratsfraktion das Amt eines ehrenamtlichen Bürgermeisters, wie nach der damaligen Gemeindeordnung die Stellvertreter des Vorsitzenden des Stadtrates hießen. Während seiner Amtszeit machte er sich insbesondere um den Ausbau der heutigen Heinrich-Heine-Universität zur Volluniversität verdient.
Von 1968 bis 1981 war er Sprecher der Geschäftsführung des Beamtenheimstättenwerks (BHW) in Hameln. Gegen Ende dieser Tätigkeit zeichnete sich schon die künftige Entwicklung des BHW von einer gemeinnützigen, berufsständischen Selbsthilfeeinrichtung im Gewerkschaftsbesitz zum profitorientierten allgemeinen Finanzdienstleister ab.
Am 26. März 2008 wurde eine Straße in der Airport City am Flughafen Düsseldorf nach ihm benannt.
Peter Müller hatte mit seiner Frau sieben Kinder. Das älteste ist Klaus-Peter Müller, ehemaliger Sprecher des Vorstandes der Commerzbank.

## Ehrungen
- Commandeur Légion d’Honneur
- Commander of the British Empire
- Komturkreuz des italienischen Verdienstordens
- 1977: Großes Bundesverdienstkreuz
- Ehrensenator der Universität Düsseldorf